# Marc Armand Ruffer
 Sir Marc Armand Ruffer (1859, Lyon, França - 17 de abril de 1917) foi um patologista experimental e bacteriologista anglo-alemão . Ele é considerado um dos pioneiros da moderna paleopatologia.